# Remo Lederer
Remo Lederer , né le 19 décembre 1968 à Rodewisch, est un sauteur à ski allemand.

## Biographie
Représentant d'abord l'Allemagne de l'Est à la fin des années 1980, il est membre du club SC Dynamo Klingenthal.
Il reçoit sa première sélection internationale pour la Tournée des quatre tremplins 1985-1986, terminant au mieux 24e sur une manche. Un an plus tard, il revient dans la Coupe du monde, à Thunder Bay, où avec une huitième place, il est l'auteur de son premier top dix et marque ses premiers points. En début d'année 1988, après une troisième place à Saint-Moritz pour son premier et seul podium en Coupe du monde, il prend part aux Jeux olympiques de Calgary, où il est 21e et 22e en individuel. Il finit la saison au 32e rang de la Coupe du monde, son meilleur classement général. Il ne figure plus dans les classements à ce niveau lors des saisons suivantes.
En 1992, il est troisième du classement général de la Coupe continentale, la deuxième division mondiale. Il prend sa retraite sportive à l'issue de cette même saison.

## Palmarès

### Jeux olympiques
| Épreuve / Édition | Calgary 1988 |
| Petit tremplin    | 21e          |
| Grand tremplin    | 22e          |

### Coupe du monde
- Meilleur classement général : 32e en 1988.
- 1 podium individuel : 1 troisième place.

#### Classements généraux
| Compet'/Année | Compet'/Année | Classement général | Classement général |
| ------------- | ------------- | ------------------ | ------------------ |
| Compet'/Année | Compet'/Année | Class.             | Points             |
| 1987          | 1987          | 54e                | 8                  |
| 1988          | 1988          | 32e                | 26                 |

### Coupe continentale
- 3e du classement général en 1992.